# Ceylon-Schlangenkopffisch

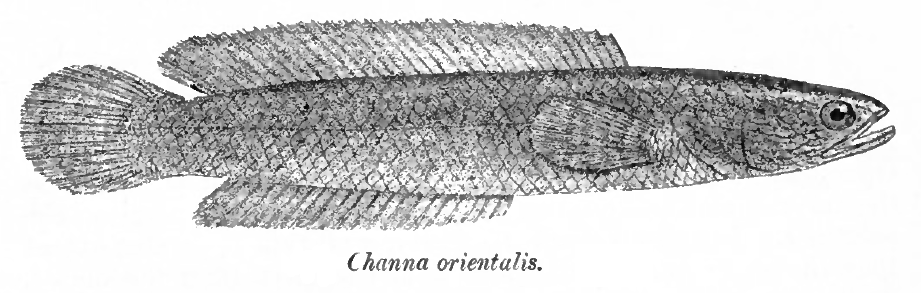
Zeichnung aus Fauna of British India. Fishes.

Der Ceylon-Schlangenkopffisch (Channa orientalis (Latein: „orientalis“ aus dem Orient stammend)) ist ein Fisch der Familie der Schlangenkopffische (Channidae).

## Verbreitung
Channa orientalis kommt endemisch auf Sri Lanka vor. Die früher in dieser Art gestellten Schlangenkopffische vom Indischen Subkontinent, aus Afghanistan, Belutschistan, Südostasien und den Großen Sunda-Inseln werden heute dem Asiatischen kleinen Schlangenkopf (Channa gachua) zugerechnet.

## Merkmale
Channa orientalis wird maximal 33 cm lang, bleibt aber meist bei einer Länge von 15 bis 16 cm, in gebirgigen Gegenden wird er nur 10 cm lang. Damit zählt er zu den kleineren Schlangenkopffischen. Seine Färbung ist entsprechend dem großen Verbreitungsgebiet sehr variabel. Meist ist er mehr oder weniger braun, grünbraun oder graubraun gefärbt mit einer dunklen Oberseite und einer fast weißen Unterseite. Jungtiere besitzen dunkle Querbinden oder unregelmäßige dunkle Flecken, die mit zunehmender Größe schwächer werden oder ganz verschwinden. Die unpaaren Flossen sind dunkel, gelegentlich blau mit dunklen Flossenstrahlen und roten Flossensäumen. Dem Ceylon-Schlangenkopffisch fehlen im Unterschied zum Asiatischen kleinen Schlangenkopf die Bauchflossen.
- Flossenformel: Dorsale 34–37, Anale 21–23.
- Schuppenformel: 41–45 (mLR)

Die Seitenlinie verläuft ab der 10. bis 13. Schuppe um eine Schuppenreihe nach unten versetzt.

## Lebensweise
Channa orientalis ist sehr anpassungsfähig und lebt in Flüssen, Seen, Teichen, Tümpeln, Bergbächen und in brackigem Wasser mit schlickigem oder kiesigen Böden. Der Fisch hält sich meist unter Hölzern oder anderer Deckung verborgen. Er verträgt eine niedrige Sauerstoffkonzentration, Temperaturen bis 36,5 °C und kann Trockenzeiten in fast ausgetrocknete Sumpflöcher überleben. Als Nahrung dienen vor allem Insekten und Krebstiere, in geringerem Maße kleine Fische. Channa orientalis gehört zu den maulbrütenden Schlangenkopffischen. 